# AWS Krasnoturjinsk
AWS Krasnoturjinsk – rosyjski klub szachowy z siedzibą w Krasnoturjinsku, dwukrotny mistrz Rosji kobiet, zdobywca Pucharu Europy kobiet w 2011 roku.

## Historia
Pomysł na założenie żeńskiego klubu w Krasnoturjinsku zrodził się podczas międzynarodowego turnieju o Puchar Północnego Uralu w 2004 roku. Na początku 2005 roku wsparcie finansowe dla projektu zadeklarował dyrektor generalny oddziału BAZ spółki SUAL, Anatolij Sysojew. W ten sposób powstał klub AWS, którego trenerem został Andriej Sieliwanow. Nazwa była związana z rosyjskim zapisem (АВС), który zdaniem Sieliwanowa miał uświadamiać nierosyjskojęzycznym kibicom wolę walki o czołowe miejsca. Wiosną 2005 roku AWS zdobył mistrzostwo kraju, a jesienią zadebiutował w Pucharze Europy, zajmując ósme miejsce w klasyfikacji. W 2006 roku klub obronił mistrzostwo kraju. W Pucharze Europy zawodniczki AWS zajęły trzecie miejsce, za Miką Erywań i Energy-investi Sakartwelo. W kolejnym roku klub zakończył europejskie rozgrywki na drugiej pozycji, ulegając jedynie CE Monte-Carlo. W 2009 roku klub zdobył wicemistrzostwo Rosji, a w kolejnym sezonie zajął trzecie miejsce w lidze. W 2010 roku AWS zajął ponadto piąte miejsce w Pucharze Europy. W sezonie 2011 klub ponownie był trzeci w lidze. W Pucharze Europy AWS wygrał sześć spotkań (z BAS Belgrad, ŽŠK Maribor, CE Monte-Carlo, AEM Luxten Timișoara, Miką Erywań i Giprorecztransem Moskwa), a przegrał jeden mecz (z SzSM Moskwa), i zdobywając 12 punktów wygrał trofeum. W 2012 roku klub nie przystąpił do rozgrywek ligowych, natomiast po raz ostatni rywalizował w Pucharze Europy, zajmując piątą pozycję.
Zawodniczkami klubu były m.in. Viktorija Čmilytė, Nadieżda Kosincewa, Tatjana Kosincewa, Marija Kursowa, Kateryna Łahno, Swietłana Matwiejewa, Anna Muzyczuk, Marija Muzyczuk, Natalja Pogonina, Marina Romanko, Anastasija Sawina, Antoaneta Stefanowa, Tatiana Szadrina, Xu Yuhua i Natalija Żukowa.